# 峡阳民居
峡阳民居，位于中国福建省南平市延平区峡阳镇，明清时期兴建。为封火砖墙围合、多进院落组成的达官、富豪宅第，当地俗称“土库”。以气势宏伟，用材硕大，结构独特，雕饰精美而著称。明天启进士骆天闲宅第——大衙、清嘉庆茶商应陶官宅第——石坂坪、清道光木材商骆姬伯宅第——下马坪，为其典型代表。2005年5月11日公布为第六批福建省文物保护单位。